# 단말 간 직접 통신
단말 간 직접 통신, 디바이스 투 디바이스 통신(device-to-Device, D2D communication), 장치 대 장치 통신은 이동전화망에서 기지국(BS) 또는 코어망을 경유하지 않고 두 모바일 사용자 간 직접 통신하는 것을 말한다. D2D 통신은 일반적으로 이동전화망에 불투명하며 셀룰러 주파수(예: inband) 또는 비사업용 스펙트럼(unlicensed spectrum)에서 발생할 수 있다.

## D2D의 응용
D2D 통신 다음을 목적으로 사용된다.
1. 지역 서비스: 지역 서비스에서 사용자 데이터는 터미널들 간에 직접 전송되며 근접 서비스에 기반을 둔 네트워크 쪽(예: 소셜 미디어 앱)을 수반하지 않는다.
2. 긴급 통신: 허리케인, 지진 등의 자연 재해 상황에서 전통 통신망은 손상을 이유로 동작하지 않을 수 있다. 이러한 상황에서 통신할 수 있도록 하기 위해 D2D를 통해 애드혹 네트워크를 설비할 수 있다.
3. IoT 강화: 사물인터넷(IoT)과 D2D를 결합함으로써 진정하게 상호 연결된 무선망을 구비할 수 있다. D2D 기반 IoT 강화의 예로 차량 인터넷(IoV)의 차량간 통신(V2V)을 들 수 있다. 고속으로 주행 중일 때 차량은 차선을 바꾸거나 속도를 낮추기 앞서 D2D 모드로 근접 차량에 경고할 수 있다.[1]

## 같이 보기
- 사물통신
- P2P